# GMS-4
O GMS-4, também conhecido por Himawari 4, foi um satélite meteorológico geoestacionário japonês construído pela Hughes. Na maior parte de sua vida útil, ele esteve localizado na posição orbital de 140 de longitude leste e era operado pela NASDA. O satélite foi baseado na plataforma HS-378. O mesmo saiu de serviço em março de 2000.

## Lançamento
O satélite foi lançado com sucesso ao espaço no dia 5 de setembro de 1989, por meio de um veículo H-1 UM-129A (6 SO) a partir do Centro Espacial de Tanegashima, no Japão. Ele tinha uma massa de lançamento de 329 kg.